# Recargolats
"Recargolats" (títol original en anglès "Twisted") és el sisè episodi de la segona temporada i el 22è del total de la sèrie de televisió de ciència-ficció estatunidenca Star Trek: Voyager. La història va ser escrita per Arnold Rudnick i Rich Hosek i convertida en guió per Kenneth Biller, i dirigit per Kim Friedman. L'episodi es va emetre originalment a UPN el 2 d'octubre de 1995.
Ambientada al segle XXIV, la sèrie segueix les aventures de la tripulació de la Flota Estel·lar i els Maquis de la nau estel·lar USS Voyager després de quedar encallats al Quadrant Delta lluny de la resta de la Federació. En aquest episodi una anomalia espacial distorsiona la nau i la tripulació ha de treballar per resoldre les seves relacions enmig d'un entorn difícil i en constant canvi.

## Argument
La Voyager es troba amb un estrany camp d'energia durant una festa sorpresa a la holocoberta pel segon aniversari de Kes. Molts membres de la tripulació són a la festa, incloent-hi la Capitana Janeway i el Doctor. Finalment, la nau queda atrapada al camp, cosa que fa que falli el sistema de comunicacions intern a bord de la Voyager. Incapaços de comunicar-se amb Tuvok, que fa de capità durant la festa, la tripulació intenta tornar als seus llocs. Tanmateix, la disposició de la nau ha canviat misteriosament i no poden trobar el camí. La tripulació finalment se separa i es perd irremeiablement dins dels passadissos laberíntics. Mentrestant, el Doctor esdevé incapaç de tornar a la infermeria i es troba perseguit amorosament per l'holograma Sandrine, mentre que Neelix torna a estar gelós de la relació de Tom Paris amb Kes.
La tripulació, inclosa Tuvok, que ha abandonat el pont i s'ha perdut igualment, es troben de nou a la holocoberta. S'organitzen per intentar arribar a zones crucials de la nau, com ara l'enginyeria i el pont; B'Elanna i Paris aconsegueixen arribar a l'enginyeria, però quan intenten transportar-se al pont es troben de nou a l’holocoberta. Mentrestant, Janeway delira després d'entrar en contacte directe amb el camp d'energia, que penetra més a l'interior de la nau, i és portada a l’holocoberta per Harry Kim amb l'esperança que el Doctor la pugui ajudar.
B'Elanna torna a Enginyeria i intenta aturar el camp amb una explosió d'energia a tota la nau, però això només fa que el camp l'embolcalli a un ritme accelerat. Amb l’holocoberta com a últim refugi, la tripulació s'hi reuneix, i Tuvok suggereix que el curs d'acció més lògic és simplement no fer res, ja que qualsevol intent d'aturar-ho només ha empitjorat la situació, i fins ara no tenen proves que ser engolits pel camp sigui fatal. Fan el que suggereix Tuvok i ni la tripulació ni la nau resulten perjudicades en passar pel camp. Janeway recupera la salut i suposa que el camp d'energia era d'alguna manera sensible i intentava comunicar-se amb ells; la seva teoria està recolzada pel fet que s'ha descarregat tota la memòria de la nau i que s'han carregat 20 milions de gigaquads de dades a l'ordinador de la Voyager.

## Actors convidats
- Larry Hankin - Gaunt Gary
- Judy Geeson - Sandrine
- Tom Virtue - Walter Baxter
- Terry Correll - Tripulant

## Producció
"Recargolats" va ser reescrita extensament abans de ser rodada, i durant un temps es va rumorejar que era tan dolenta que mai s'emetria, basant-se principalment en comentaris que Robert Picardo va fer en diverses convencions de fans.Originalment, la durada de l'episodi va ser significativament inferior al previst, i es van haver d'inventar diverses escenes per allargar-ne la durada, la més significativa de les quals és la subtrama en què Sandrine persegueix el Doctor. El guionista Michael Piller va expressar crítiques sobre la subtrama de Neelix en aquest episodi; Va considerar que el personatge no s'havia de retratar constantment com un "bufó", i va intentar corregir els problemes que va veure i resoldre la subtrama en qüestió amb el següent episodi, "Naixement". Els crítics Lance Parkin i Mark Jones es van queixar que el dipòsit massiu de dades de 20 milions de gigaquads mai es va explicar ni es va tornar a fer referència, cosa que va provocar frustració sobre per què es va esmentar en primer lloc.

## Recepció
TV.com llista "Recargolats" amb una qualificació de 7,9/10 a partir del 2018, basada en 179 vots. Tenia una qualificació Nielsen de 5,6 punts quan es va emetre el 1995.
Una votació dels fans d'un diari del 1995 va nominar aquest episodi com el pitjor de Star Trek: Voyager fins aleshores.
Una guia de marató de sèries de Den of Geek incloïa "Recargolats" en una guia d'episodis que, tot i que no aconseguien audiències altes, eren entretinguts.

## Vegen també
- "And He Built a Crooked House", narració de Robert A. Heinlein en què una casa esdevé tetradimensional com a resultat d'un terratrèmol, amb efectes similars als d'aquest episodi.